# キゾンバ

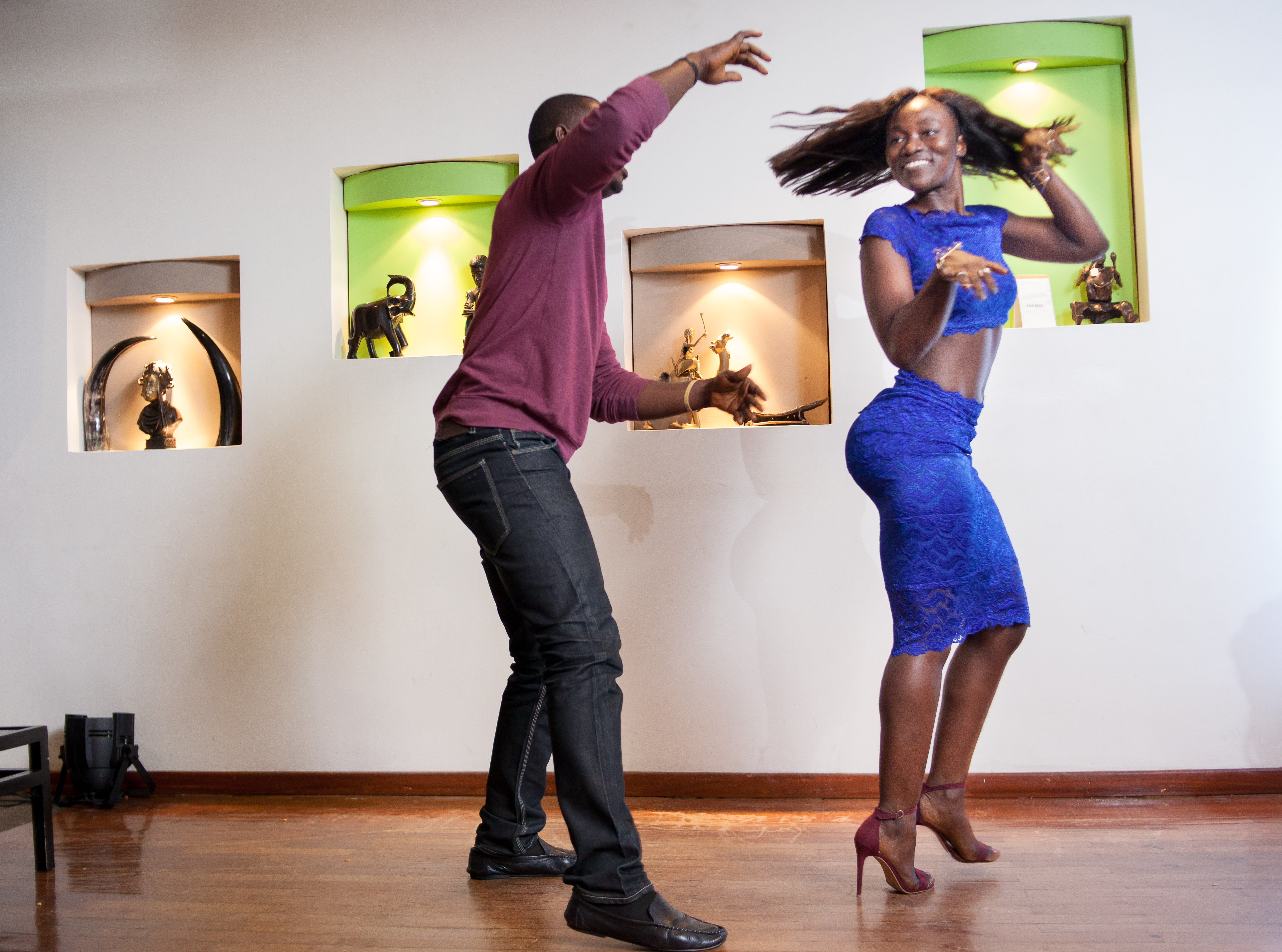
キゾンバ

キゾンバ（Kizomba）は、アンゴラで生まれたダンスと音楽のジャンルの一つである。ズーク直系であり、通常ポルトガル語で歌われ、アフリカのリズムと融合したロマンティックなフローのある音楽のジャンルである。キゾンバのダンススタイルはとても扇情的である。アンゴラ生まれだが、ポルトガル語で歌われ、ポルトガルでも人気があるためポルトガルのものだとも考えられている。

## 歴史
キゾンバは1989年末から1990年初頭にかけてアンゴラで生まれた。センバ（ブラジルのサンバの前身）とフランス語圏西インド諸島の音楽であるズークの融合であり、他のポルトガル語諸国の影響を受けている。他のポルトガル語圏アフリカ諸国やポルトガルでも演奏される。エレクトリック・パーカッションのために、遅く、強烈で、やや厳しく、なお感性に訴えるリズムとして知られている。理想的にはとてもスムースかつゆっくりと、堅くならないようにパートナーと共に踊る。やや大きな度合としては膝の動きが要求される。
アンゴラのキゾンバの影響は多くのポルトガル語圏アフリカ諸国で感じられるが、ポルトガル（多くはリスボンと近郊のアマドーラやアルマダである）もまた同様であり、ポルトガルでは移民共同体が新たにキゾンバ・スタイルに特化したクラブを創設している。キゾンバはまた現在白人の間でもかなり人気の音楽であり、そのようなクラブに訪れる人々は増加しつつある。ポルトガルの言葉で"kizomba"という単語はアンゴラからもたらされたものではなくとも、ズーク直系の音楽タイプのことを呼ぶ。サン＝トメ・イ・プリンシペのキゾンバはアンゴラのそれととても似通っており、ジューカはサン＝トメ人で最も特筆すべき人物である。
アンゴラには多くのクラブがルアンダに存在する。著名なアンゴラのキゾンバ・ミュージシャンには、ネイデ・ヴァン＝ドゥーネン、Don Kikas、Calo Pascoal、Irmãos Verdades、そして多くのその他が存在し、アンゴラで最も著名なミュージシャンであるボンガは1970年代から1980年代にかけてアンゴラとポルトガルでこのスタイルを普及させた。
ギニア＝ビサウ、カーボ・ヴェルデ、アンゴラ、モザンビーク、赤道ギニア、サン＝トメ・イ・プリンシペ、東ティモール、ブラジル、マカオ地区などがキゾンバがポピュラーな国として挙げられる。